# ساندرا نكاكي
ساندرا نكاكي (مواليد 15 نوفمبر 1973) هي ممثلة ومغنية كاميرونية.

## سيرتها الشخصية

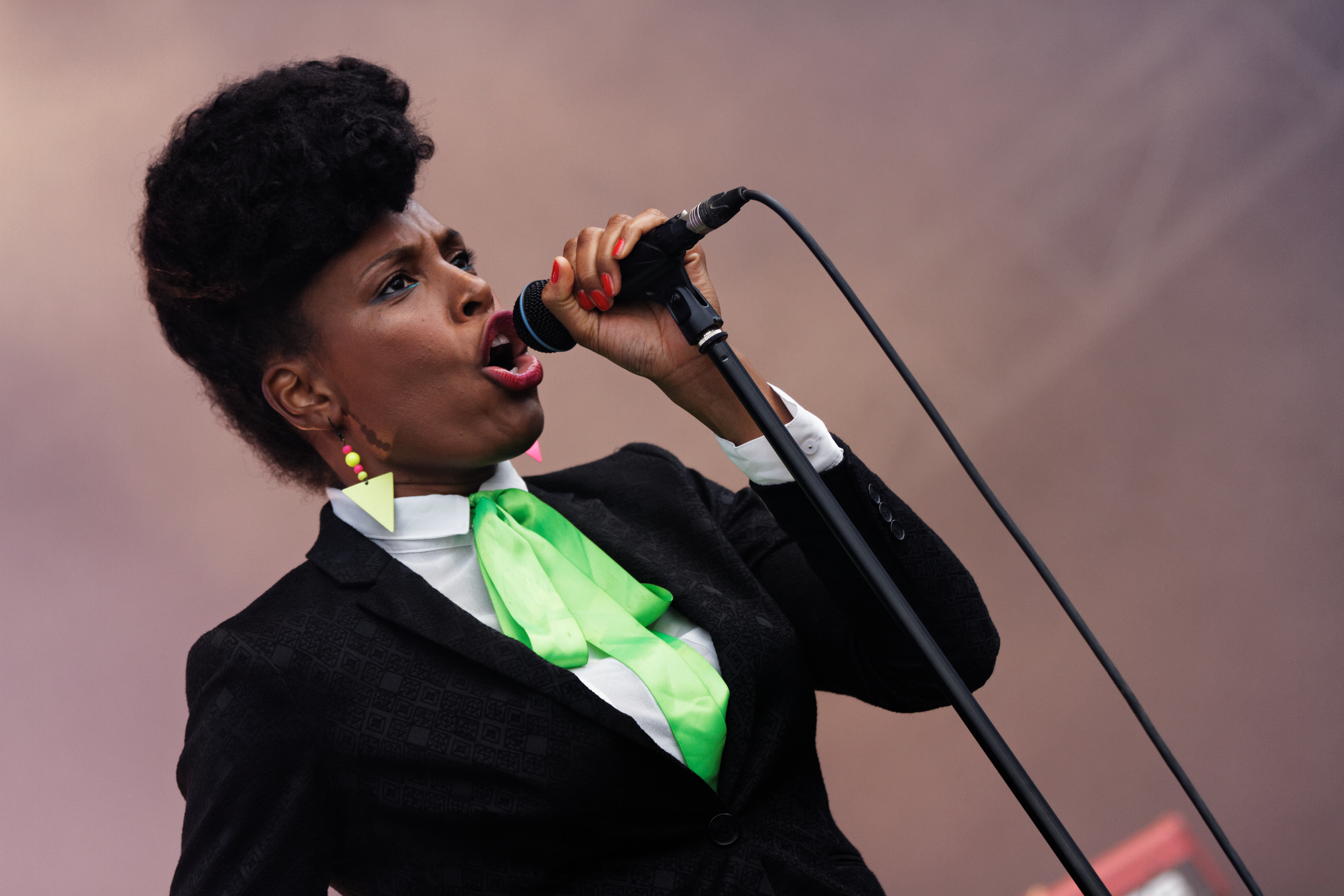
ساندرا نكاكي في حفل موسيقي على مسرح الكباريه خلال مهرجان Bout du Monde في كروزون في فينيستير (فرنسا)

ولدت نكاكي في ياوندي، الكاميرون في 1973. عند بلوغها سن الثانية عشرة، انتقلت إلى فرنسا. كانت نكاكي شغوفة بالموسيقى منذ سن مبكرة، وخاصة موسيقى برنس الذي كانت تستمع إلى أغانيه خلال سن المراهقة. ومع ذلك، أرادت أن تصبح معلمة للغة الإنجليزية فدرست في باريس بجامعة السوربون. وعندما أصبحت في سن العشرين، تحول انتباهها نحو المسرح، وأجرت تجربة أداء لدور وأصبحت ممثلة. ظهرت نكاكي لأول مرة في «مسرحية البوتقة» في 1994، من إخراج توماس ليدوارك. في العام التالي، شاركت بدور في مسرحية «الديك الرومي».
ظهرت نكاكي لأول مرة في فيلم «الأبوان والأم» في 1996، من إخراج جان-مارك لونغفال. تبع ذلك العديد من الأفلام والمسلسلات التلفزيونية، لكن نكاكي ظلت تركز على مسيرتها الموسيقية أيضًا. في 1996، شاركت في مشروع أولانو تريب هوب جنبًا إلى جنب مع هيلين نوغيرا. خلال العقد الأول من القرن الحادي والعشرين، تعاونت نكاكي في الاستوديو وعلى خشبة المسرح مع العديد من الفنانين، مثل جاك هيجلين ودانييل يفينك وجوليان لورو ورودولف برغر. بالإضافة إلى أوركسترا الجاز الوطنية وعملت أيضًا مع جيرالد توتو وديفيد والترز في مشروع «أربان كريول».
في 2008، طرحت نكاكي ألبومها الأول «مانسادي» والذي دعمته بأكثر من 200 حفلة موسيقية حول العالم، بما في ذلك جولات في أفريقيا والبرازيل. كما سجلت أغنية تكريمية للمغني دوني هاثاواي على ألبوم ستيفان بيلموندو «إيفر أفتر» في 2011. في 2012، صدر ألبومها الثاني «لا شيء ليُعطى» والذي شاركها في كتابته زميلها «جي درو». وقد طرحت شركة تسجيلات جاز فيلاج هذا الألبوم. وقد أتاح لها صوتها المعبّر أن تكون عنصرًا أساسيًا في مشهد الوجدان الفرنسي. حصلت نكاكي على جائزة فرانك تينو في حفل فيكتوار دو جاز في يوليو 2012. في سبتمبر 2017، أصدرت ألبومها الثالث «أمنيات قمر التنغرين» والذي اعتبرته أكثر تسجيلاتها الشخصية.
منذ 2007، تعيش نكاكي في ضاحية سان دوني (سان دونيس) بباريس.

## الألبومات الغنائية
- 2008: مانسادي (كورنرشوب/نيف)
- 2012: لا شيء يُعطى (جاز فيلاج/هارمونيا موندي)
- 2017: أمنيات قمر التنغرين (جاز فيلاج)

## الأفلام
- 1996: الأبوان والأم
- 2000: الفتاة
- 2003: مرحبًا بكم في المأوى
- 2004: سائق الدار البيضاء
- 2009: الملك غيوم
- 2011: أنت وأنا والآخرون
- 2014: ليس نوعي المفضل
- 2015: رحل أحبائي (مسلسل تلفزيوني): بريغيت إلبرت
- 2016: مرحبًا بكم في غندوانا
- 2017: نهاية الليل: ناندا
- 2017: موسم في فرنسا
- 2018: صورة عائلية

## وصلات خارجية
- ساندرا نكاكي في قاعدة بيانات الأفلام على الإنترنت
- الموقع الرسمي